# Proasellus coiffaiti
Proasellus coiffaiti là một loài chân đều trong họ Asellidae. Loài này được Henry & Magniez miêu tả khoa học năm 1972.